# Immobilarity
Immobilarity – drugi album studyjny amerykańskiego rapera Raekwona, członka kolektywu Wu-Tang Clan wydany 16 listopada 1999 roku nakładem wytwórni Loud Records i Epic Records, a za dystrybucję płyty odpowiadało Sony Music. W przeciwieństwie do debiutanckiego krążka Raekowna, gdzie za muzykę w całości odpowiadał jeden producent – RZA,  za warstwę muzyczną drugiego albumu odpowiada kilku producentów między innymi grupa producencka The Infinite Arkatechz, Triflyn, duet Voe & Pop, Pete Rock oraz Carlos „Six July” Broady. Podobnie sytuacja wyglądała w przypadku gościnnych występów, ponieważ raper zrezygnował z dużej liczby artystów na rzecz solowych utworów. Na płycie pojawili się członkowie powołanej przez rapera grupy, American Cream Team, Method Man i Masta Killa z macierzystej grupy artysty oraz piosenkarze Kim Stephens i Big Bub.
Immobilarity było promowane singlami „Live From New York” oraz „100 Rounds”, do których nakręcono teledyski. Utwór „Live From New York” uplasował się na 30. pozycji notowania Hot Rap Songs.
Album zadebiutował na 9. miejscu krajowej listy Billboard 200 oraz na 2. miejscu notowania Top R&B/Hip-Hop Albums. Miesiąc po premierze amerykańskie zrzeszenie muzyków Recording Industry Association of America przyznało płycie status złotej płyty potwierdzając sprzedaż ponad pół miliona kopii.

## Powstanie albumu

### Tytuł
Tytuł albumu został zaczerpnięty z nazwy fikcyjnej agencji nieruchomości International Immobiliare, która pojawia się w filmie Ojciec chrzestny III. Wyraz immobiliare w języku włoskim oznacza nieruchomy, bądź właśnie nieruchomość. Słowo immobilarity jest w języku angielskim neologizmem. Składa się on z wyrazu immobile (ang. nieruchomy) oraz przyrostka -ity  używanego do tworzenia rzeczowników abstrakcyjnych, odpowiednika polskiego -ość. Zatem jego konstrukcja może wskazywać, że ma on oznaczać to samo co jego włoski odpowiednik.
Ponadto w wywiadzie dla MTV, raper dodał, że tytuł płyty jest akronimem od I Master More Opponents By Implementing Loyalty And Respect In The Youth, co w dosłownie można przełożyć na kontroluję więcej przeciwników poprzez wdrażanie lojalności i szacunku u młodych.

## Odbiór
Immobilarity uzyskał mieszane oceny od krytyków muzycznych, znacznie gorsze niż jego debiutancki album, do którego drugi album był wielokrotnie porównywany. Keith Farley z portalu AllMusic napisał, że dla Raekwona „prawie niemożliwym jest przebicie doskonałości pierwszego albumu”. Podobnego zdania była Kyra Kyles z Chicago Sun-Times, która przyznała płycie 1,5 gwiazdki na cztery możliwe zaznaczając, że „to parodia, że wojownik z Wu-Tangu, który kiedyś serwował takie kąski, jak „Ice Cream”, „Criminology” czy przejmujące „Glaciers of Ice” marnuje świetne teksty na takich tandetnych bitach”.

## Lista utworów
| Nr  | Tytuł utworu                                  | Producent                                        | Długość |
| --- | --------------------------------------------- | ------------------------------------------------ | ------- |
| 1.  | „Intro (Skit)”                                | The Infinite Arkatechz                           | 2:19    |
| 2.  | „Yae Yo”                                      | Carlos „Six July” Broady                         | 2:37    |
| 3.  | „Casablanca”                                  | The Infinite Arkatechz                           | 3:51    |
| 4.  | „100 Rounds”                                  | Triflyn                                          | 4:54    |
| 5.  | „Real Life”                                   | DJ Devastator                                    | 3:02    |
| 6.  | „Power” (gościnnie American Cream Team)       | Triflyn                                          | 3:49    |
| 7.  | „Skit №1”                                     |                                                  | 1:05    |
| 8.  | „All I Got Is You Pt. II” (gościnnie Big Bub) | Voe & Pop                                        | 4:54    |
| 9.  | „Jury” (gościnnie Kim Stephens)               | The Infinite Arkatechz Sean „Black” Baker [ ii ] | 3:51    |
| 10. | „Fuck Them” (gościnnie Method Man)            | Triflyn                                          | 3:55    |
| 11. | „Skit №2”                                     |                                                  | 1:29    |
| 12. | „Live From New York”                          | The Infinite Arkatechz                           | 3:26    |
| 13. | „My Favorite Dred”                            | Triflyn                                          | 1:58    |
| 14. | „Friday”                                      | Triflyn                                          | 3:25    |
| 15. | „The Table” (gościnnie Masta Killa)           | The Infinite Arkatechz                           | 3:03    |
| 16. | „Sneakers”                                    | Pete Rock                                        | 3:02    |
| 17. | „Raw” (gościnnie American Cream Team)         | Voe & Pop                                        | 3:07    |
| 18. | „Pop Shit”                                    | Voe & Pop                                        | 3:18    |
| 19. | „Heart to Heart”                              | Voe & Pop                                        | 4:04    |
| 20. | „Forecast”                                    | Triflyn                                          | 3:08    |
| 21. | „Outro”                                       |                                                  | 1:09    |
|     |                                               |                                                  | 1:05:26 |

Wykorzystane sample
Lista wykorzystanych sampli pochodzi ze strony WhoSampled.
- W utworze „Intro (Skit)” wykorzystano fragment muzyki z napisów końcowych z filmu Park Jurajski w wykonaniu Johna Williamsa oraz użyto cytatu z filmu Ojciec chrzestny III.
- W utworze „Yea Yo” wykorzystano fragment piosenki „Trans-Europe Express” w wykonaniu grupy Kraftwerk oraz „Lestat’s Recitative” w wykonaniu przez Elliota Goldenthala.
- W utworze „Casablanca” wykorzystano fragment piosenki „The Funeral Pyre” w wykonaniu Basila Poledourisa.
- W utworze „All I Got Is You Pt. II” wykorzystano fragment piosenki „Penny Lover” w wykonaniu Lionela Richiego.
- W utworze „Jury” wykorzystano fragment piosenki„Andalu” w wykonaniu Chrisa Spheerisa.
- W utworze „Live From New York” wykorzystano fragment piosenki „Eros” w wykonaniu Chrisa Spheerisa.
- W utworze „The Table” wykorzystano fragment piosenki „Field of Tears” w wykonaniu Chrisa Spheerisa.
- W utworze „Sneakers” wykorzystano fragment piosenki „Castles of Spain” w wykonaniu Jimmy’ego Stewarta oraz skrecze z utworów „N.Y. State of Mind” i „Take it in Blood” w wykonaniu Nasa, „Rare Species (Modus Operandi)” w wykonaniu grupy Mobb Deep, „John Blaze” w wykonaniu rapera Fat Joe oraz „Criminology” w wykonaniu Raekwona.
- W utworze „Raw” wykorzystano fragment piosenki „Disco Nights (Rock Freak)” w wykonaniu grupy G.Q. oraz fragment utworu „Winter Warz” w wykonaniu rapera Ghostface Killah.
- W utworze „Heart to Heart” wykorzystano fragment piosenki „Mister Magic” w wykonaniu Grover Washington Jr.-a.
- W utworze „Forecast” wykorzystano fragment piosenki „Tell Me It's Me You Want” w wykonaniu Keitha Sweata.

Uwagi
1. ↑  wszystkie utwory zostały współwyprodukowane przez Raekwona oraz Oliego „Power” Granta.
2. ↑  koprodukcja